# أبو كامل شجاع بن أسلم
أَبُو كَامِلْ شُجَاعْ بْنْ أَسْلَمْ بْنْ مُحَمَّدْ بْنْ شُجَاعٍ، المعروف أَيضًا بِالْحَاسِبِ اَلْمِصْرِيِّ (850 - 930)، بينما عُرف عند الغرب «باللاتينية: Auoquamel». عالم رياضيات عباسي خلال العصر الذهبي الإسلامي. يعتبر أول عالم رياضيات يستخدم ويقبل بشكل منهجي الأرقام غير المنطقية كحلول ومعاملات للمعادلات. تبنى ليوناردو فيبوناتشي تقنياته الرياضية لاحقًا، مما أتاح لأبو كامل دورًا مهمًا في إدخال الجبر إلى أوروبا.
قدم أبو كامل مساهمات مهمة في الجبر والهندسة. كان أول عالم رياضيات إسلامي يعمل بسهولة مع المعادلات الجبرية ذات القوى الأعلى من {\displaystyle x^{2}} (يصل إلى {\displaystyle x^{8}}) وتم حل مجموعات من المعادلات المتزامنة غير الخطية مع ثلاثة متغيرات غير معروفة. لقد أوضح قواعد العلامات لتوسيع الضرب
{\displaystyle (a\pm b)(c\pm d)}. كتب جميع المسائل بلاغيا، وبعض كتبه تفتقر إلى أي تدوين رياضي إلى جانب تلك الخاصة بالأعداد الصحيحة. على سبيل المثال، استخدم التعبير العربي («شيء مربع») من أجل {\displaystyle x^{5}} (كما {\displaystyle x^{5}=x^{2}\cdot x^{2}\cdot x}). كانت إحدى السمات البارزة لأعماله تعداد جميع الحلول الممكنة لمعادلة معينة.
صنف الموسوعي المسلم ابن خلدون أبو كامل على أنه ثاني أعظم علماء الجبر ترتيبًا زمنيًا بعد الخوارزمي.

## سيرته
هو أبو كامل شجاع بن أسلم بن محمد بن شجاع، الحاسب، المصري، مهندس وعالم بالحساب. عاش في القرن الثالث للهجرة، ولم تذكر عنه المصادر العربية القديمة ما يزيل الغموض المحيط بتاريخ حياته. جاء في كتاب (أخبار العلماء بأخبار الحكماء): (وكان فاضل وقته، وعالم زمانه، وحاسب أوانه. وله تلاميذ تخرجوا بعلمه). وذكره ابن النديم في (الفهرست) ابن حجر في (لسان الميزان). ويعتبر من أعظم علماء الحساب في العصر الذي تبع عصر الخوارزمي.

## مؤلفاته وأعماله

### كتاب الجبر
ربما يكون علم الجبر من أكثر أعمال أبو كامل تأثيرًا، والذي كان ينوي أن يحل محله وتوسيع نطاق عمل الخوارزمي. بينما كان جبر الخوارزمي موجهًا لعامة الناس، كان أبو كامل يخاطب علماء رياضيات آخرين، أو قراء على دراية بعناصر إقليدس. في هذا الكتاب يحل أبو كامل أنظمة المعادلات التي يكون حلها عبارة عن أعداد صحيحة وكسور، ويقبل الأعداد غير النسبية (على شكل جذر تربيعي أو جذر رابع) كحلول ومعاملات للمعادلات التربيعية.
يُعلِّم الفصل الأول الجبر عن طريق حل مشكلات التطبيق في الهندسة، وغالبًا ما تتضمن متغيرًا غير معروف وجذور تربيعية. يتعامل الفصل الثاني مع ستة أنواع من المشاكل الموجودة في كتاب الخوارزمي، ولكن بعضها ، خاصة تلك المتعلقة بـ {\displaystyle x^{2}}، تم حلها الآن بشكل مباشر بدلاً من الحل الأول لـ {\displaystyle x} مصحوبًا برسوم توضيحية وبراهين هندسية. يحتوي الفصل الثالث على أمثلة على اللاعقلانية التربيعية كحلول ومعاملات. ويوضح الفصل الرابع كيفية استخدام هذه اللاعقلانية لحل مسائل تتضمن مضلعات. يحتوي باقي الكتاب على حلول لمجموعات من المعادلات غير المحددة، ومشكلات التطبيق في مواقف واقعية، والمشكلات التي تتضمن مواقف غير واقعية مخصصة للرياضيات الترفيهية.
كتب عدد من علماء الرياضيات الإسلاميين شروحًا على هذا العمل، بما في ذلك الصخري صاحب الحساب وعلي بن أحمد العمراني (ت 955-6)، لكن كلا الشرحين مفقودان الآن.
في أوروبا، تم العثور على مادة مشابهة لهذا الكتاب في كتابات فيبوناتشي، وتم دمج بعض الأقسام وتحسينها في العمل اللاتيني ليوحنا الإشبيلي، ليبر ماهاميليث. تمت ترجمة جزئية إلى اللاتينية في القرن الرابع عشر بواسطة وليام لونا، وفي القرن الخامس عشر ظهر العمل بأكمله أيضًا في الترجمة العبرية بواسطة مردخاي فينزي.

### كتاب الطرائف في الحساب
يصف أبو كامل عددًا من الإجراءات المنهجية لإيجاد حلول متكاملة للمعادلات غير المحددة. إنه أيضًا أقدم عمل عربي معروف حيث يتم البحث عن حلول لنوع المعادلات غير المحددة الموجودة في ديوفانتوس الإسكندري أريثميتيكا ومع ذلك، يشرح أبو كامل طرقًا معينة غير موجودة في أي نسخة باقية من أريثميتيكا. كما يصف مشكلة واحدة وجد لها 2678 حلًا.

### كتاب المخمس والمعشر
في هذه الرسالة، تُستخدم الطرق الجبرية لحل المشكلات الهندسية. يستخدم أبو كامل المعادلة {\displaystyle x^{4}+3125=125x^{2}} لحساب تقريب عددي لضلع خماسي منتظم في دائرة قطرها 10. كما أنه يستخدم النسبة الذهبية في بعض حساباته. عرف فيبوناتشي عن هذه الأطروحة واستخدمها على نطاق واسع في كتابه العملي الهندسي.

### كتاب الطير
أطروحة صغيرة تعلم كيفية حل الأنظمة الخطية غير المحددة مع الحلول المتكاملة الإيجابية. العنوان مشتق من نوع من المشاكل المعروفة في الشرق والتي تنطوي على شراء أنواع مختلفة من الطيور. كتب أبو كامل في المقدمة:
 وجدت نفسي أمام مشكلة قمت بحلها واكتشفت لها العديد من الحلول؛ بالنظر بشكل أعمق إلى حلولها، حصلت على ألفين وستمائة وستة وسبعين حلًا صحيحًا. كان دهشتي من ذلك عظيمًا، لكنني اكتشفت أنه عندما رويت هذا الاكتشاف، كان من لم يعرفني متعجرفًا ومصدومًا ومريبًا مني. لذلك قررت أن أكتب كتابًا عن هذا النوع من الحسابات، بهدف تسهيل علاجه وجعله أكثر سهولة. 
وفقًا لجاك سيسيانو، ظل أبو كامل على ما يبدو لا مثيل له طوال العصور الوسطى في محاولته إيجاد كل الحلول الممكنة لبعض مشاكله.

### القياس والهندسة
دليل هندسي لغير الرياضيين، مثل مساحي الأراضي والمسؤولين الحكوميين الآخرين، والذي يقدم مجموعة من القواعد لحساب حجم ومساحة سطح المواد الصلبة (بشكل أساسي متوازي السطوح، المناشير الدائرية اليمنى، الأهرامات المربعة، والأقماع الدائرية). تحتوي الفصول القليلة الأولى على قواعد لتحديد المساحة والقطر والمحيط وغيرها من المعلمات لأنواع مختلفة من المثلثات والمستطيلات والمربعات.

### أعمال ضائعة
تشمل بعض أعمال أبو كامل المفقودة ما يلي:
رسالة في استخدام الوضعية الخاطئة المزدوجة، والمعروفة بكتاب الخطئين.
كتاب عن الزيادة والنقصان (كتاب الجامع والتفريق)، الذي حظي باهتمام أكبر بعد أن ربطه المؤرخ فرانتس فبكه بعمل لاتيني مجهول، Liber augmenti et diminutionis.
كتاب المشاركة في التركة بالجبر (كتاب الوعاء بالجبر والمقبل) الذي يحتوي على حلول جبرية لمشاكل الميراث الإسلامي ويناقش آراء فقهاء معروفين.
ذكر ابن النديم في كتابه الفهرست العناوين الإضافية التالية: كتاب الحظ (كتاب الفلاح)، كتاب مفتاح الثروة (كتاب مفتاح الفلاح)، كتاب الكفاية، كتاب من نواة (كتاب القصير).

## ميراث
أثرت أعمال أبو كامل على علماء الرياضيات الآخرين، مثل الكراجي وفيبوناتشي، وبالتالي كان لها تأثير دائم على تطور علم الجبر. تم نسخ العديد من أمثلته وتقنياته الجبرية لاحقًا بواسطة فيبوناتشي في كتابه العملي الهندسي وأعمال أخرى. تم العثور على الاقتراضات التي لا لبس فيها ، ولكن دون ذكر أبو كامل صراحة وربما التوسط من خلال الأطروحات المفقودة، في ليبر أباتشي.

## على الخوارزمي
كان أبو كامل من أوائل علماء الرياضيات الذين اعترفوا بإسهامات الخوارزمي في علم الجبر، ودافعوا عنه ضد ابن برزة الذي نسب السلطة والسوابق في الجبر إلى جده عبد الحميد بن الترك. كتب أبو كامل في مقدمة كتابه الجبر:
لقد درست باهتمام كبير كتابات علماء الرياضيات، وفحصت تأكيداتهم، وفحصت ما يشرحوه في أعمالهم. وهكذا لاحظت أن كتاب محمد بن موسى الخوارزمي المعروف بالجبر متفوق في دقة مبدأه ودقة حججه. لذلك يتوجب علينا، مجتمع علماء الرياضيات، أن ندرك أولويته وأن نعترف بمعرفته وتفوقه، كما في تأليف كتابه عن الجبر كان البادئ ومكتشف مبادئه، ...